# Правда (Великотирновська область)
Пра́вда (болг. Правда) — село у Великотирновській області Болгарії. Входить до складу общини Горішня Оряховиця.

## Населення
За даними перепису населення 2011 року у селі проживали 630 осіб.
Національний склад населення села:
| Національність   | Кількість осіб | Відсоток |
| ---------------- | -------------- | -------- |
| болгари          | 564            | 98,9%    |
| інша             | 4              | 0,7%     |
| Всього відповіли | 570            |          |

Розподіл населення за віком у 2011 році:
Динаміка населення: